# Risultati sportivi di Fernando Alonso

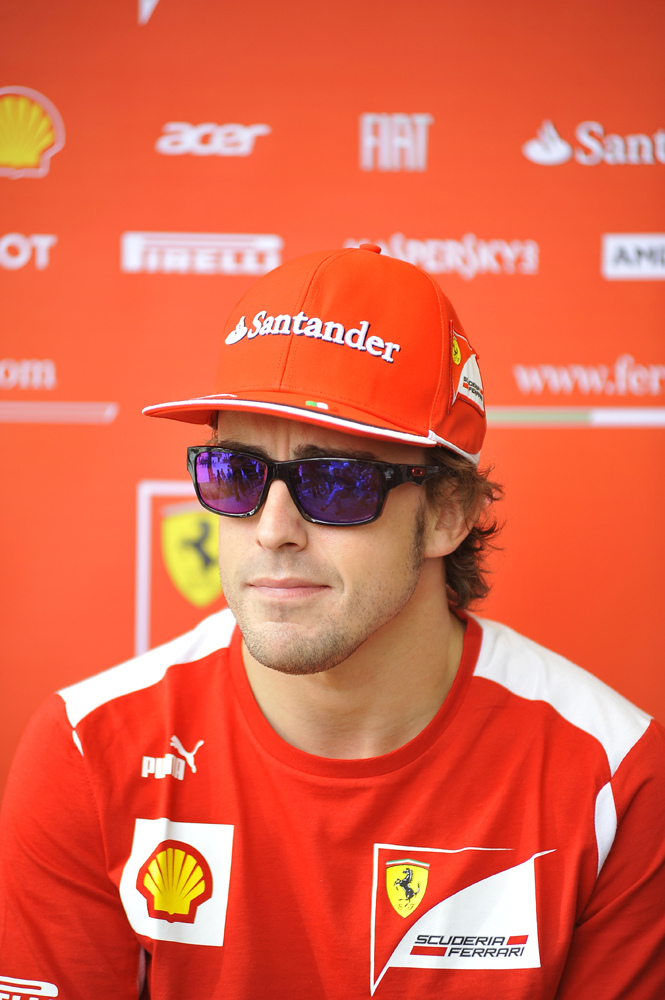
Fernando Alonso in Bahrain

I Risultati sportivi di Fernando Alonso comprendono i risultati ottenuti in carriera dal pilota automobilistico spagnolo Fernando Alonso.

## Euro Open by Nissan
| Anno | Team              | 1         | 2       | 3         | 4         | 5         | 6       | 7         | 8         | 9       | 10        | 11    | 12      | 13      | 14      | 15      | 16      | Pos. | Punti |
| ---- | ----------------- | --------- | ------- | --------- | --------- | --------- | ------- | --------- | --------- | ------- | --------- | ----- | ------- | ------- | ------- | ------- | ------- | ---- | ----- |
| 1999 | Campos Motorsport | ALB 1 Rit | ALB 2 1 | JER 1 Rit | JER 2 DNS | JAR 1 Rit | JAR 2 1 | MNZ 1 Rit | MNZ 2 Rit | JAR 1 2 | JAR 2 Rit | DON 1 | DON 2 1 | BAR 1 7 | BAR 2 1 | VAL 1 2 | VAL 2 1 | 1º   | 164   |

## Formula 3000
| Anno | Scuderia       | Vettura     | Motore   | 1     | 2      | 3      | 4       | 5     | 6       | 7     | 8       | 9     | 10    | Posizione | Punti |
| ---- | -------------- | ----------- | -------- | ----- | ------ | ------ | ------- | ----- | ------- | ----- | ------- | ----- | ----- | --------- | ----- |
| 2000 | Team Astromega | Lola B99/50 | Zytek V8 | IMO 9 | SIL NP | CAT 15 | NÜR Rit | MON 8 | MAG Rit | A1R 6 | HOC Rit | HUN 2 | SPA 1 | 4º        | 17    |

## Formula 1

### Risultati completi
| 2001 | Scuderia | Vettura |    |    |     |     |    |     |     |     |    |     |    |    |     |    |    |     |    |  |  |  |  |  |  |  | Punti | Pos. |
| ---- | -------- | ------- | -- | -- | --- | --- | -- | --- | --- | --- | -- | --- | -- | -- | --- | -- | -- | --- | -- |  |  |  |  |  |  |  | ----- | ---- |
| 2001 | Minardi  | PS01    | 12 | 13 | Rit | Rit | 13 | Rit | Rit | Rit | 14 | 17* | 16 | 10 | Rit | NP | 13 | Rit | 11 |  |  |  |  |  |  |  | 0     | 23º  |

| 2003 | Scuderia | Vettura |   |   |   |   |   |     |   |   |   |     |     |   |   |   |     |     |  |  |  |  |  |  |  |  | Punti | Pos. |
| ---- | -------- | ------- | - | - | - | - | - | --- | - | - | - | --- | --- | - | - | - | --- | --- |  |  |  |  |  |  |  |  | ----- | ---- |
| 2003 | Renault  | R23     | 7 | 3 | 3 | 6 | 2 | Rit | 5 | 4 | 4 | Rit | Rit | 4 | 1 | 8 | Rit | Rit |  |  |  |  |  |  |  |  | 55    | 6º   |

| 2004 | Scuderia | Vettura |   |   |   |   |   |     |   |     |     |   |    |   |   |     |     |   |   |   |  |  |  |  |  |  | Punti | Pos. |
| ---- | -------- | ------- | - | - | - | - | - | --- | - | --- | --- | - | -- | - | - | --- | --- | - | - | - |  |  |  |  |  |  | ----- | ---- |
| 2004 | Renault  | R24     | 3 | 7 | 6 | 4 | 4 | Rit | 5 | Rit | Rit | 2 | 10 | 3 | 3 | Rit | Rit | 4 | 5 | 4 |  |  |  |  |  |  | 59    | 4º   |

| 2005 | Scuderia | Vettura |   |   |   |   |   |   |   |     |    |   |   |   |    |   |   |   |   |   |   |  |  |  |  |  | Punti | Pos. |
| ---- | -------- | ------- | - | - | - | - | - | - | - | --- | -- | - | - | - | -- | - | - | - | - | - | - |  |  |  |  |  | ----- | ---- |
| 2005 | Renault  | R25     | 3 | 1 | 1 | 1 | 2 | 4 | 1 | Rit | NP | 1 | 2 | 1 | 11 | 2 | 2 | 2 | 3 | 3 | 1 |  |  |  |  |  | 133   | 1º   |

| 2006 | Scuderia | Vettura |   |   |   |   |   |   |   |   |   |   |   |   |     |   |     |   |   |   |  |  |  |  |  |  | Punti | Pos. |
| ---- | -------- | ------- | - | - | - | - | - | - | - | - | - | - | - | - | --- | - | --- | - | - | - |  |  |  |  |  |  | ----- | ---- |
| 2006 | Renault  | R26     | 1 | 2 | 1 | 2 | 2 | 1 | 1 | 1 | 1 | 5 | 2 | 5 | Rit | 2 | Rit | 2 | 1 | 2 |  |  |  |  |  |  | 134   | 1º   |

| 2007 | Scuderia | Vettura |   |   |   |   |   |   |   |   |   |   |   |   |   |   |     |   |   |  |  |  |  |  |  |  | Punti | Pos. |
| ---- | -------- | ------- | - | - | - | - | - | - | - | - | - | - | - | - | - | - | --- | - | - |  |  |  |  |  |  |  | ----- | ---- |
| 2007 | McLaren  | MP4-22  | 2 | 1 | 5 | 3 | 1 | 7 | 2 | 7 | 2 | 1 | 4 | 3 | 1 | 3 | Rit | 2 | 3 |  |  |  |  |  |  |  | 109   | 3º   |

| 2008 | Scuderia | Vettura |   |   |    |     |   |    |     |   |   |    |   |     |   |   |   |   |   |   |  |  |  |  |  |  | Punti | Pos. |
| ---- | -------- | ------- | - | - | -- | --- | - | -- | --- | - | - | -- | - | --- | - | - | - | - | - | - |  |  |  |  |  |  | ----- | ---- |
| 2008 | Renault  | R28     | 4 | 8 | 10 | Rit | 6 | 10 | Rit | 8 | 6 | 11 | 4 | Rit | 4 | 4 | 1 | 1 | 4 | 2 |  |  |  |  |  |  | 61    | 5º   |

| 2009 | Scuderia | Vettura |   |    |   |   |   |   |    |    |   |     |   |     |   |   |    |     |    |  |  |  |  |  |  |  | Punti | Pos. |
| ---- | -------- | ------- | - | -- | - | - | - | - | -- | -- | - | --- | - | --- | - | - | -- | --- | -- |  |  |  |  |  |  |  | ----- | ---- |
| 2009 | Renault  | R29     | 5 | 11 | 9 | 8 | 5 | 7 | 10 | 14 | 7 | Rit | 6 | Rit | 5 | 3 | 10 | Rit | 14 |  |  |  |  |  |  |  | 26    | 9º   |

| 2010 | Scuderia | Vettura |   |   |     |   |   |   |   |   |   |    |   |   |     |   |   |   |   |   |   |  |  |  |  |  | Punti | Pos. |
| ---- | -------- | ------- | - | - | --- | - | - | - | - | - | - | -- | - | - | --- | - | - | - | - | - | - |  |  |  |  |  | ----- | ---- |
| 2010 | Ferrari  | F10     | 1 | 4 | 13* | 4 | 2 | 6 | 8 | 3 | 8 | 14 | 1 | 2 | Rit | 1 | 1 | 3 | 1 | 3 | 7 |  |  |  |  |  | 252   | 2º   |

| 2011 | Scuderia | Vettura     |   |   |   |   |   |   |     |   |   |   |   |   |   |   |   |   |   |   |   |  |  |  |  |  | Punti | Pos. |
| ---- | -------- | ----------- | - | - | - | - | - | - | --- | - | - | - | - | - | - | - | - | - | - | - | - |  |  |  |  |  | ----- | ---- |
| 2011 | Ferrari  | 150º Italia | 4 | 6 | 7 | 3 | 5 | 2 | Rit | 2 | 1 | 2 | 3 | 4 | 3 | 4 | 2 | 5 | 3 | 2 | 4 |  |  |  |  |  | 257   | 4º   |

| 2012 | Scuderia | Vettura |   |   |   |   |   |   |   |   |   |   |   |     |   |   |     |   |   |   |   |   |  |  |  |  | Punti | Pos. |
| ---- | -------- | ------- | - | - | - | - | - | - | - | - | - | - | - | --- | - | - | --- | - | - | - | - | - |  |  |  |  | ----- | ---- |
| 2012 | Ferrari  | F2012   | 5 | 1 | 9 | 7 | 2 | 3 | 5 | 1 | 2 | 1 | 5 | Rit | 3 | 3 | Rit | 3 | 2 | 2 | 3 | 2 |  |  |  |  | 278   | 2º   |

| 2013 | Scuderia | Vettura |   |     |   |   |   |   |   |   |   |   |   |   |   |   |   |    |   |   |   |  |  |  |  |  | Punti | Pos. |
| ---- | -------- | ------- | - | --- | - | - | - | - | - | - | - | - | - | - | - | - | - | -- | - | - | - |  |  |  |  |  | ----- | ---- |
| 2013 | Ferrari  | F138    | 2 | Rit | 1 | 8 | 1 | 7 | 2 | 3 | 4 | 5 | 2 | 2 | 2 | 6 | 4 | 11 | 5 | 5 | 3 |  |  |  |  |  | 242   | 2º   |

| 2014 | Scuderia | Vettura |   |   |   |   |   |   |   |   |   |   |   |   |     |   |     |   |   |   |   |  |  |  |  |  | Punti | Pos. |
| ---- | -------- | ------- | - | - | - | - | - | - | - | - | - | - | - | - | --- | - | --- | - | - | - | - |  |  |  |  |  | ----- | ---- |
| 2014 | Ferrari  | F14 T   | 4 | 4 | 9 | 3 | 6 | 4 | 6 | 5 | 6 | 5 | 2 | 7 | Rit | 4 | Rit | 6 | 6 | 6 | 9 |  |  |  |  |  | 161   | 6º   |

| 2015 | Scuderia | Vettura |     |     |    |    |     |     |     |     |    |   |    |     |     |    |    |    |     |    |    |  |  |  |  |  | Punti | Pos. |
| ---- | -------- | ------- | --- | --- | -- | -- | --- | --- | --- | --- | -- | - | -- | --- | --- | -- | -- | -- | --- | -- | -- |  |  |  |  |  | ----- | ---- |
| 2015 | McLaren  | MP4-30  | INF | Rit | 12 | 11 | Rit | Rit | Rit | Rit | 10 | 5 | 13 | 18* | Rit | 11 | 11 | 11 | Rit | 15 | 17 |  |  |  |  |  | 11    | 17º  |

| 2016 | Scuderia | Vettura |     |     |    |   |     |   |    |     |     |    |   |    |   |    |   |   |    |   |    |    |    |  |  |  | Punti | Pos. |
| ---- | -------- | ------- | --- | --- | -- | - | --- | - | -- | --- | --- | -- | - | -- | - | -- | - | - | -- | - | -- | -- | -- |  |  |  | ----- | ---- |
| 2016 | McLaren  | MP4-31  | Rit | INF | 12 | 6 | Rit | 5 | 11 | Rit | 18* | 13 | 7 | 12 | 7 | 14 | 7 | 7 | 16 | 5 | 13 | 10 | 10 |  |  |  | 54    | 10º  |

| 2017 | Scuderia | Vettura |     |     |     |    |    |  |     |   |     |     |   |     |     |     |    |    |     |    |   |   |  |  |  |  | Punti | Pos. |
| ---- | -------- | ------- | --- | --- | --- | -- | -- |  | --- | - | --- | --- | - | --- | --- | --- | -- | -- | --- | -- | - | - |  |  |  |  | ----- | ---- |
| 2017 | McLaren  | MCL32   | Rit | Rit | 14* | NP | 12 |  | 16* | 9 | Rit | Rit | 6 | Rit | 17* | Rit | 11 | 11 | Rit | 10 | 8 | 9 |  |  |  |  | 17    | 15º  |

| 2018 | Scuderia | Vettura |   |   |   |   |   |     |     |     |   |   |     |   |     |     |   |    |    |     |     |    |    |  |  |  | Punti | Pos. |
| ---- | -------- | ------- | - | - | - | - | - | --- | --- | --- | - | - | --- | - | --- | --- | - | -- | -- | --- | --- | -- | -- |  |  |  | ----- | ---- |
| 2018 | McLaren  | MCL33   | 5 | 7 | 7 | 7 | 8 | Rit | Rit | 16* | 8 | 8 | 16* | 8 | Rit | Rit | 7 | 14 | 14 | Rit | Rit | 17 | 11 |  |  |  | 50    | 11º  |

| 2021 | Scuderia | Vettura |     |    |   |    |    |   |   |   |    |   |   |    |   |   |   |    |     |   |   |   |    |   |  |  | Punti | Pos. |
| ---- | -------- | ------- | --- | -- | - | -- | -- | - | - | - | -- | - | - | -- | - | - | - | -- | --- | - | - | - | -- | - |  |  | ----- | ---- |
| 2021 | Alpine   | A521    | Rit | 10 | 8 | 17 | 13 | 6 | 8 | 9 | 10 | 7 | 4 | 11 | 6 | 8 | 6 | 16 | Rit | 9 | 9 | 3 | 13 | 8 |  |  | 81    | 10º  |

| 2022 | Scuderia | Vettura |   |     |    |     |    |   |   |   |   |   |    |   |   |   |   |     |     |   |   |     |   |     |  |  | Punti | Pos. |
| ---- | -------- | ------- | - | --- | -- | --- | -- | - | - | - | - | - | -- | - | - | - | - | --- | --- | - | - | --- | - | --- |  |  | ----- | ---- |
| 2022 | Alpine   | A522    | 9 | Rit | 17 | Rit | 11 | 9 | 7 | 7 | 9 | 5 | 10 | 6 | 8 | 5 | 6 | Rit | Rit | 7 | 7 | 19* | 5 | Rit |  |  | 81    | 9º   |

| 2023 | Scuderia     | Vettura |   |   |   |    |   |   |   |   |   |   |   |   |   |   |    |   |    |     |     |   |   |   |  |  | Punti | Pos. |
| ---- | ------------ | ------- | - | - | - | -- | - | - | - | - | - | - | - | - | - | - | -- | - | -- | --- | --- | - | - | - |  |  | ----- | ---- |
| 2023 | Aston Martin | AMR23   | 3 | 3 | 3 | 46 | 3 | 2 | 7 | 2 | 5 | 7 | 9 | 5 | 2 | 9 | 15 | 8 | 68 | Rit | Rit | 3 | 9 | 7 |  |  | 206   | 4º   |

| 2024 | Scuderia     | Vettura |   |   |   |   |   |   |    |    |   |    |    |   |    |   |    |    |   |   |    |     |    |    |   |   | Punti | Pos. |
| ---- | ------------ | ------- | - | - | - | - | - | - | -- | -- | - | -- | -- | - | -- | - | -- | -- | - | - | -- | --- | -- | -- | - | - | ----- | ---- |
| 2024 | Aston Martin | AMR24   | 9 | 5 | 8 | 6 | 7 | 9 | 19 | 11 | 6 | 12 | 18 | 8 | 11 | 8 | 10 | 11 | 6 | 8 | 13 | Rit | 14 | 11 | 7 | 9 | 70    | 9º   |

| 2025 | Scuderia     | Vettura |     |     |    |    |    |    |    |     |   |   |   |   |    |   |  |  |  |  |  |  |  |  |  |  | Punti | Pos. |
| ---- | ------------ | ------- | --- | --- | -- | -- | -- | -- | -- | --- | - | - | - | - | -- | - |  |  |  |  |  |  |  |  |  |  | ----- | ---- |
| 2025 | Aston Martin | AMR25   | Rit | Rit | 11 | 15 | 11 | 15 | 11 | Rit | 9 | 7 | 7 | 9 | 17 | 5 |  |  |  |  |  |  |  |  |  |  | 26    |      |

| Legenda | 1º posto     | 2º posto | 3º posto    | A punti         | Senza punti/Non class.  | Grassetto – Pole position Corsivo – Giro più veloce Apice – Risultato Sprint (A punti) |
| Legenda | Squalificato | Ritirato | Non partito | Non qualificato | Solo prove/Terzo pilota | Grassetto – Pole position Corsivo – Giro più veloce Apice – Risultato Sprint (A punti) |

* Non ha terminato, ma è stato classificato in quanto aveva completato più del 90% della distanza di gara.

### Record
(Aggiornato dopo il Gran Premio d'Ungheria 2025)

| Record                                                                                      | Numero/Data                                                     |
| ------------------------------------------------------------------------------------------- | --------------------------------------------------------------- |
| Maggior numero di stagioni disputate                                                        | 22 (2001, 2003–2018, 2021–2025)                                 |
| Maggior numero di stagioni con almeno un punto                                              | 21 (2003–2018, 2021–2025)                                       |
| Maggior numero di Gran Premi disputati                                                      | 415 (al Gran Premio d'Ungheria 2025)                            |
| Maggior numero di Gran Premi conclusi                                                       | 345 (al Gran Premio d'Ungheria 2025)                            |
| Maggior numero di giri percorsi                                                             | 22 549 (al Gran Premio d'Ungheria 2025)                         |
| Maggior numero di chilometri percorsi                                                       | 112 916 (al Gran Premio d'Ungheria 2025)                        |
| Maggior intervallo di tempo tra il primo e l'ultimo Gran Premio disputato                   | 24 anni, 4 mesi e 30 giorni (Australia 2001–Ungheria 2025)      |
| Maggior intervallo di tempo tra due Gran Premi con almeno un giro in testa                  | 7 anni e 5 giorni (Ungheria 2014–Ungheria 2021)                 |
| Maggior intervallo di tempo tra il primo e l'ultimo Gran Premio con almeno un giro in testa | 19 anni, 11 mesi e 24 giorni (Malesia 2003–Arabia Saudita 2023) |
| Maggior intervallo di tempo tra il primo e l'ultimo giro più veloce                         | 21 anni e 15 giorni (Canada 2003–Austria 2024)                  |
| Maggior intervallo di tempo tra il primo e l'ultimo podio                                   | 20 anni, 7 mesi e 13 giorni (Malesia 2003–San Paolo 2023)       |
| Maggior intervallo di tempo tra la prima e l'ultima prima fila ottenuta                     | 20 anni, 2 mesi e 26 giorni (Malesia 2003–Canada 2023)          |
| Maggior intervallo di tempo tra il primo e l'ultimo punto ottenuto                          | 22 anni, 4 mesi e 25 giorni (Australia 2003–Ungheria 2025)      |

## IndyCar Series
| Anno | Squadra                | Telaio       | Motore    | 1   | 2   | 3    | 4    | 5    | 6       | 7       | 8    | 9    | 10   | 11   | 12   | 13   | 14   | 15   | 16  | 17  | Punti | Posizione |
| ---- | ---------------------- | ------------ | --------- | --- | --- | ---- | ---- | ---- | ------- | ------- | ---- | ---- | ---- | ---- | ---- | ---- | ---- | ---- | --- | --- | ----- | --------- |
| 2017 | McLaren-Honda-Andretti | Dallara DW12 | Honda     | STP | LBH | ALA  | PHX  | IMS  | INDY 24 | DET     | DET  | TEX  | ROA  | IOW  | TOR  | MDO  | POC  | GMP  | WGL | SNM | 47    | 29º       |
| 2019 | McLaren Racing         | Dallara DW12 | Chevrolet | STP | LBH | ALA  | PHX  | IMS  | INDY NQ | DET     | DET  | TEX  | ROA  | IOW  | TOR  | MDO  | POC  | GMP  | WGL | SNM | –     | –         |
| 2020 | Arrow McLaren SP       | Dallara DW12 | Chevrolet | TEX | IMS | ROA1 | ROA2 | IOW1 | IOW2    | INDY 21 | GTW1 | GTW2 | MDO1 | MDO2 | IMS1 | IMS2 | STP1 | STP2 |     |     | 18    | 31º       |

## Campionato del mondo endurance
| Stagione | Team                | Classe | Vettura             | 1     | 2     | 3      | 4     | 5     | 6     | 7     | 8     | Pos | Punti |
| -------- | ------------------- | ------ | ------------------- | ----- | ----- | ------ | ----- | ----- | ----- | ----- | ----- | --- | ----- |
| 2018–19  | Toyota Gazoo Racing | LMP1   | Toyota TS050 Hybrid | SPA 1 | LMS 1 | SIL SQ | FUJ 2 | SHA 2 | SEB 1 | SPA 1 | LMS 1 | 1º  | 198   |

## 24 ore di Le Mans
| Anno | Classe | N° | Gomme | Vettura                                   | Squadra                    | Co-piloti                       | Giri | Pos. Assol. | Pos. di Classe |
| ---- | ------ | -- | ----- | ----------------------------------------- | -------------------------- | ------------------------------- | ---- | ----------- | -------------- |
| 2018 | LMP1   | 8  | M     | Toyota TS050 Hybrid Toyota 2.4 L Turbo V6 | Toyota Gazoo Racing Europe | Sébastien Buemi Kazuki Nakajima | 388  | 1°          | 1°             |
| 2019 | LMP1   | 8  | M     | Toyota TS050 Hybrid Toyota 2.4 L Turbo V6 | Toyota Gazoo Racing Europe | Sébastien Buemi Kazuki Nakajima | 385  | 1°          | 1°             |

## IMSA WeatherTech SportsCar Championship
| Anno | Squadra                 | Classe | Vettura          | 1      | 2   | 3   | 4   | 5   | 6   | 7   | 8   | 9   | 10  | Pos | Punti |
| ---- | ----------------------- | ------ | ---------------- | ------ | --- | --- | --- | --- | --- | --- | --- | --- | --- | --- | ----- |
| 2018 | United Autosports       | P      | Ligier JS P217   | DAY 13 | SEB | LBH | MDO | DET | WGL | MOS | ELK | LGA | PET | 58º | 18    |
| 2019 | Konica Minolta Cadillac | DPi    | Cadillac DPi-V.R | DAY 1  | SEB | LBH | MDO | DET | WGL | MOS | ELK | LGA | PET | 27º | 35    |

## Rally Dakar
| Anno | Classe | Costruttore | Vettura | Squadra                 | #   | Equipaggio | Tappe | Risultato |
| ---- | ------ | ----------- | ------- | ----------------------- | --- | ---------- | ----- | --------- |
| 2020 | Auto   | Toyota      | Hilux   | Toyota Gazoo Racing WRT | 310 | Marc Coma  | 0     | 13º       |

## Riepilogo
| Anno    | Categoria                          | Team                                  | Gare                | Vittorie            | Pole                | GV                  | Podi                | Punti               | Pos.                |
| ------- | ---------------------------------- | ------------------------------------- | ------------------- | ------------------- | ------------------- | ------------------- | ------------------- | ------------------- | ------------------- |
| 1999    | Euro Open by Nissan                | Campos Motorsport                     | 15                  | 6                   | 6                   | 5                   | 8                   | 164                 | 1º                  |
| 2000    | Fórmula 3000 Internacional         | Team Astromega                        | 9                   | 1                   | 1                   | 2                   | 2                   | 17                  | 4º                  |
| 2001    | Formula 1                          | European Minardi F1 Team              | 16                  | 0                   | 0                   | 0                   | 0                   | 0                   | 23º                 |
| 2002    | Formula 1                          | Mild Seven Renault F1 Team            | Pilota di sviluppo  | Pilota di sviluppo  | Pilota di sviluppo  | Pilota di sviluppo  | Pilota di sviluppo  | Pilota di sviluppo  | Pilota di sviluppo  |
| 2003    | Formula 1                          | Mild Seven Renault F1 Team            | 16                  | 1                   | 2                   | 1                   | 4                   | 55                  | 6º                  |
| 2004    | Formula 1                          | Mild Seven Renault F1 Team            | 18                  | 0                   | 1                   | 0                   | 4                   | 59                  | 4º                  |
| 2005    | Formula 1                          | Mild Seven Renault F1 Team            | 18                  | 7                   | 6                   | 2                   | 15                  | 133                 | 1º                  |
| 2006    | Formula 1                          | Mild Seven Renault F1 Team            | 18                  | 7                   | 6                   | 5                   | 14                  | 134                 | 1º                  |
| 2007    | Formula 1                          | Vodafone McLaren Mercedes             | 17                  | 4                   | 2                   | 3                   | 12                  | 109                 | 3º                  |
| 2008    | Formula 1                          | ING Renault F1 Team                   | 18                  | 2                   | 0                   | 0                   | 3                   | 61                  | 5º                  |
| 2009    | Formula 1                          | ING Renault F1 Team                   | 17                  | 0                   | 1                   | 2                   | 1                   | 26                  | 9º                  |
| 2010    | Formula 1                          | Scuderia Ferrari Marlboro             | 19                  | 5                   | 2                   | 5                   | 10                  | 252                 | 2º                  |
| 2011    | Formula 1                          | Scuderia Ferrari                      | 19                  | 1                   | 0                   | 1                   | 10                  | 257                 | 4º                  |
| 2012    | Formula 1                          | Scuderia Ferrari                      | 20                  | 3                   | 2                   | 0                   | 13                  | 278                 | 2º                  |
| 2013    | Formula 1                          | Scuderia Ferrari                      | 19                  | 2                   | 0                   | 2                   | 9                   | 242                 | 2º                  |
| 2014    | Formula 1                          | Scuderia Ferrari                      | 19                  | 0                   | 0                   | 0                   | 2                   | 161                 | 6º                  |
| 2015    | Formula 1                          | McLaren Honda                         | 18                  | 0                   | 0                   | 0                   | 0                   | 11                  | 17º                 |
| 2016    | Formula 1                          | McLaren Honda                         | 20                  | 0                   | 0                   | 1                   | 0                   | 54                  | 10                  |
| 2017    | Formula 1                          | McLaren Honda                         | 18                  | 0                   | 0                   | 1                   | 0                   | 17                  | 15º                 |
| 2017    | IndyCar Series                     | McLaren-Honda-Andretti                | 1                   | 0                   | 0                   | 0                   | 0                   | 47                  | 29º                 |
| 2017    | 500 Miglia di Indianapolis         | McLaren-Honda-Andretti                | 1                   | 0                   | 0                   | 0                   | 0                   | N/A                 | 24º                 |
| 2018    | Formula 1                          | McLaren F1 Team                       | 21                  | 0                   | 0                   | 0                   | 0                   | 50                  | 11º                 |
| 2018    | 24 Ore di Le Mans                  | Toyota Gazoo Racing                   | 1                   | 1                   | 1                   | 0                   | 1                   | N/A                 | 1º                  |
| 2018    | WeatherTech SportsCar Championship | United Autosports                     | 1                   | 0                   | 0                   | 0                   | 0                   | 18                  | 58º                 |
| 2018    | 24 Ore di Daytona                  | United Autosports                     | 1                   | 0                   | 0                   | 0                   | 0                   | N/A                 | 13º                 |
| 2018-19 | Campionato del mondo endurance     | Toyota Gazoo Racing                   | 8                   | 5                   | 4                   | 0                   | 7                   | 198                 | 1º                  |
| 2019    | 24 Ore di Le Mans                  | Toyota Gazoo Racing                   | 1                   | 1                   | 0                   | 0                   | 1                   | N/A                 | 1º                  |
| 2019    | WeatherTech SportsCar Championship | Konica Minolta Cadillac               | 1                   | 1                   | 0                   | 0                   | 1                   | 35                  | 13º                 |
| 2019    | 24 Ore di Daytona                  | Konica Minolta Cadillac               | 1                   | 1                   | 0                   | 0                   | 1                   | N/A                 | 1º                  |
| 2019    | IndyCar Series                     | McLaren Racing                        | 0                   | 0                   | 0                   | 0                   | 0                   | -                   | -                   |
| 2019    | 500 Miglia di Indianapolis         | McLaren Racing                        | 1                   | 0                   | 0                   | 0                   | 0                   | N/A                 | NQ                  |
| 2019    | Formula 1                          | McLaren F1 Team                       | Pilota di sviluppo  | Pilota di sviluppo  | Pilota di sviluppo  | Pilota di sviluppo  | Pilota di sviluppo  | Pilota di sviluppo  | Pilota di sviluppo  |
| 2020    | IndyCar Series                     | Arrow McLaren SP                      | 1                   | 0                   | 0                   | 0                   | 0                   | 18                  | 31º                 |
| 2020    | 500 Miglia di Indianapolis         | Arrow McLaren SP                      | 1                   | 0                   | 0                   | 0                   | 0                   | N/A                 | 21º                 |
| 2020    | Rally Dakar                        | Toyota Gazoo Racing WRT               | 1                   | 0                   | -                   | -                   | 0                   | N/A                 | 13º                 |
| 2020    | Formula 1                          | Renault DP World F1 Team              | Pilota collaudatore | Pilota collaudatore | Pilota collaudatore | Pilota collaudatore | Pilota collaudatore | Pilota collaudatore | Pilota collaudatore |
| 2021    | Formula 1                          | Alpine F1 Team                        | 22                  | 0                   | 0                   | 0                   | 1                   | 81                  | 10º                 |
| 2022    | Formula 1                          | BWT Alpine F1 Team                    | 22                  | 0                   | 0                   | 0                   | 0                   | 81                  | 9º                  |
| 2023    | Formula 1                          | Aston Martin Aramco Cognizant F1 Team | 22                  | 0                   | 0                   | 1                   | 8                   | 206                 | 4º                  |
| 2024    | Formula 1                          | Aston Martin Aramco F1 Team           | 24                  | 0                   | 0                   | 2                   | 0                   | 70                  | 9º                  |
| 2025    | Formula 1                          | Aston Martin Aramco F1 Team           | 14                  | 0                   | 0                   | 0                   | 0                   | 26*                 |                     |
| Fonti:  |                                    |                                       |                     |                     |                     |                     |                     |                     |                     |

* Stagione in corso